# Born to Run (album)
| Recensione | Giudizio    |
| ---------- | ----------- |
| Ondarock   | Consigliato |
| AllMusic   |             |

Born to Run è il terzo album in studio del cantautore statunitense Bruce Springsteen, pubblicato dalla Columbia Records nel 1975.
Nel 2020 l'album è stato inserito alla posizione 21 nell'aggiornamento della lista dei 500 migliori album di tutti i tempi della rivista Rolling Stone.

## Storia
L'album è stato registrato a New York e progettato per farlo entrare nel mainstream dopo i relativi fallimenti commerciali dei suoi primi due album. Springsteen cercò di emulare la produzione Wall of Sound densa, frizzante ed energica, ma difficile da realizzare, di Phil Spector, portando a sessioni prolungate ed estenuanti con la E Street Band che durarono dal gennaio 1974 al luglio 1975. La band e i produttori trascorsero sei mesi da solo sulla title track, "Born to Run".
Dopo due album commercialmente poco fortunati, Born to Run riuscì a raggiungere il successo.
L'album incorpora diversi stili musicali tra cui rock and roll, pop rock, R&B e folk rock. I testi descrivono persone che si sentono intrappolate e fantasticano di fuggire verso una vita migliore, evocate attraverso immagini liriche intrise di immagini romantiche di autostrade e viaggi. Springsteen immaginava che le canzoni si svolgessero durante un lungo giorno e notte estivi. Sono anche meno legati all'area del New Jersey rispetto ai suoi lavori precedenti.
Venne ristampato nel 2005 per celebra il suo trentesimo anniversario, presentando un film-concerto e un documentario che descrive in dettaglio la realizzazione dell'album.

## Copertina
Considerata una delle immagini più iconiche nella storia del rock, la copertina di Born to Run fu scattata dal fotografo Eric Meola nel suo studio personale il 20 giugno 1975. Visti i fitti impegni del periodo, Springsteen saltò diversi appuntamenti col fotografo. Quando finalmente si presentò per il servizio fotografico, portò con sé Clarence Clemons che voleva in copertina. Meola scattò 900 fotografie durante una seduta che durò 3 ore. Nella fotografia in bianco e nero che fu poi scelta, il cantautore imbraccia la sua chitarra Fender Telecaster appoggiandosi alla schiena di Clemons. La fotografia continua nel retro (la custodia originale del LP originale si apriva a libretto) dove emerge la figura completa del sassofonista intento a suonare il suo strumento. Springsteen indossa una giacca di pelle nera e Clemons indossa una camicia bianca a righe e un cappello nero. Secondo Meola si era trattato di uno scatto eccezionale: «Volevo qualcosa che fosse quasi impossibile da stampare, ma bello da guardare se stampato perfettamente, in qualche modo innocente ma allo stesso tempo intelligente.»
Alcuni delle fotografie scattate quel giorno furono utilizzate dalla Columbia Records per la pubblicità del disco e comparvero in raccolte e altri dischi e video di Springsteen. Eric Meola pubblicò nel 2007 il volume Born to Run. The Unseen Photos contenente una vasta scelta delle fotografie da lui scattate quel giorno e nel 2012 una versione ridotta intitolata Born To Run Revisited.
La copertine di Born to Run è stata inclusa tra le migliori di tutti i tempi in un sondaggio dei lettori di Rolling Stone nel 2011.

## Accoglienza
Supportato da una costosa campagna promozionale, divenne un successo commerciale, raggiungendo il numero tre nella classifica statunitense Billboard Top LPs & Tape e la top ten in altri tre. 
I critici hanno elogiato la narrazione cinematografica e la musica, anche se alcuni hanno considerato la sua produzione eccessiva e pesante.
Il suo successo è stato attribuito al fatto di aver catturato gli ideali di una generazione di giovani americani durante un decennio di disordini politici, guerre e problemi per la classe operaia. Nel corso dei decenni successivi, l'album è diventato ampiamente considerato un capolavoro e uno dei migliori dischi di Springsteen. È apparso in vari elenchi dei più grandi album di tutti i tempi ed è stato aggiunto al National Recording Registry dalla Library of Congress per essere "culturalmente, storicamente o esteticamente significativo" nel 2003.

## Tracce
Testi e musiche di Bruce Springsteen; edizioni musicali Laurel Canyon Music Ltd.
Lato A
1. Thunder Road – 4:50
2. Tenth Avenue Freeze-Out – 3:11
3. Night – 3:01
4. Backstreets – 6:29

Lato B
1. Born to Run – 4:30
2. She's the One – 4:30
3. Meeting Across the Rive – 3:16
4. Jungleland – 9:33

## Formazione
- Bruce Springsteen – voce, chitarra, armonica a bocca
- Garry Tallent – basso
- Max Weinberg – batteria
- Roy Bittan – pianoforte, pianoforte elettrico, glockenspiel, clavicembalo, organo, cori in Thunder Road
- Danny Federici – organo in Born to Run
- Clarence Clemons – sassofono
- Ernest Carter – batteria in Born to Run
- David Sancious – tastiere in Born to Run
- Randy Brecker – tromba e flicorno in Tenth Avenue Freeze-Out, tromba in Meeting Across the River
- Michael Brecker – sassofono tenore in Tenth Avenue Freeze-Out
- David Sanborn – sassofono baritono in Tenth Avenue Freeze-Out
- Wayne Andre – trombone in Tenth Avenue Freeze-Out
- Steve Van Zandt – cori in Thunder Road, arrangiamento degli ottoni in Tenth Avenue Freeze-Out
- Mike Appel – cori in Thunder Road
- Suki Lahav – violino in Jungleland
- Richard Davis – contrabbasso in Meeting Across the River
- Charles Calello – arrangiamento degli archi in Jungleland

### Produzione
- Bruce Springsteen, Jon Landau, Mike Appel – produzione
- Jimmy Iovine – tecnico del suono
- Bob Ludwig – remissaggio per le edizioni rimasterizzate su CD
- Andy Engel, John Berg – design
- Eric Meola – fotografia

## Edizioni
- 1975 – LP, Columbia Records PC 33795
- 1984 – CD, Columbia Records CK 33795
- 2005 – Born to Run. 30th Anniversary Edition, CD (quadruplo), Columbia Records 82876755892, cofanetto con l'edizione rimasterizzata digitalmente
- 2014 – The Album Collection Vol. 1, 1973-1984, CD (x8), Legacy Recordings Columbia Records 88875014142, cofanetto con l'edizione rimasterizzata digitalmente
- 2015 – The Album Collection Vol. 1, 1973-1984, LP (x8), Legacy Recordings Columbia Records 888750141514, cofanetto con l'edizione rimasterizzata digitalmente

## Classifiche
| Anno | Classifica            | Posizione massima |
| ---- | --------------------- | ----------------- |
| 1975 | Billboard 200         | 3                 |
| 1975 | ARIA Charts           | 7                 |
| 1975 | UK Albums Chart       | 36                |
| 1985 | UK Albums Chart       | 17                |
| 2005 | Billboard 200         | 18                |
| 2005 | Classifica FIMI Album | 15                |